# Злий дух (фільм)
«Злий дух» (рос. «Злой дух») — вірменський радянський художній фільм 1928 року кінорежисерів Михайла Геловані, Патвакана Бархударяна і Амасі Мартиросяна. За мотивами творів Олександра Ширванзаде.

## Сюжет
Це трагічна історія про дівчинку, яка хворіє на епілепсією і є жертвою забобонів сім'ї свого чоловіка.

## Актори
- Тагуі Акопян — Шуша
- Ніна Манучарян — Zarnishan
- Михайло Геловані — Crazy Danel
- Б. Мадатова — Сона
- Амбарцум Хачанян — Слуга
- Мікаел Каракаш — купець
- Самвел Мкртчян — Мурад
- Аркадій Маміконян — Voskan
- Арусь Папян — Javahir
- Айастан Абрамян — Гюльназ
- С. Епіташвілі — знахар
- Патвакан Бархударян